# Nationale Technische Universität „Kiewer Polytechnisches Institut Ihor Sikorskyj“

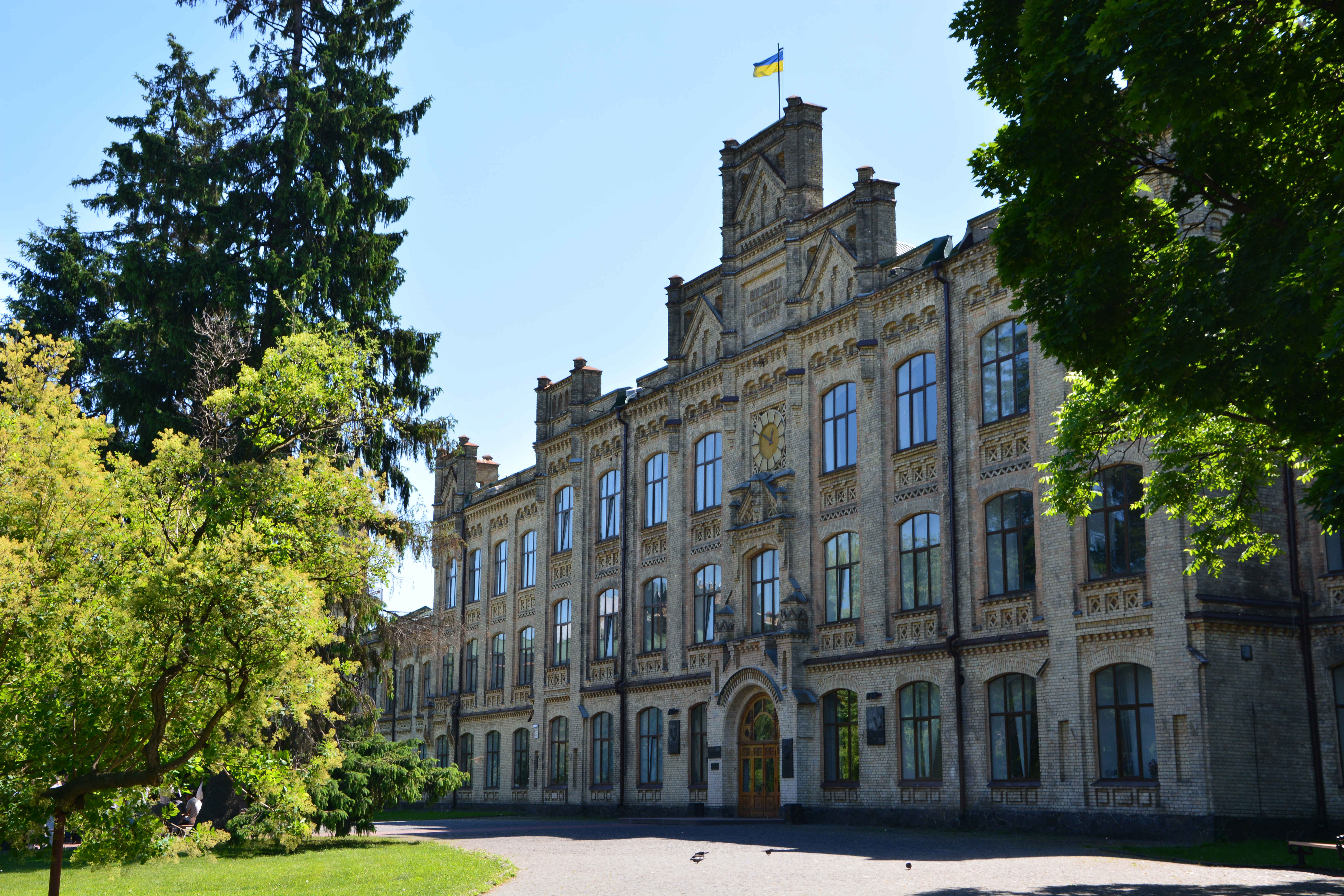
Haupteingang KPI

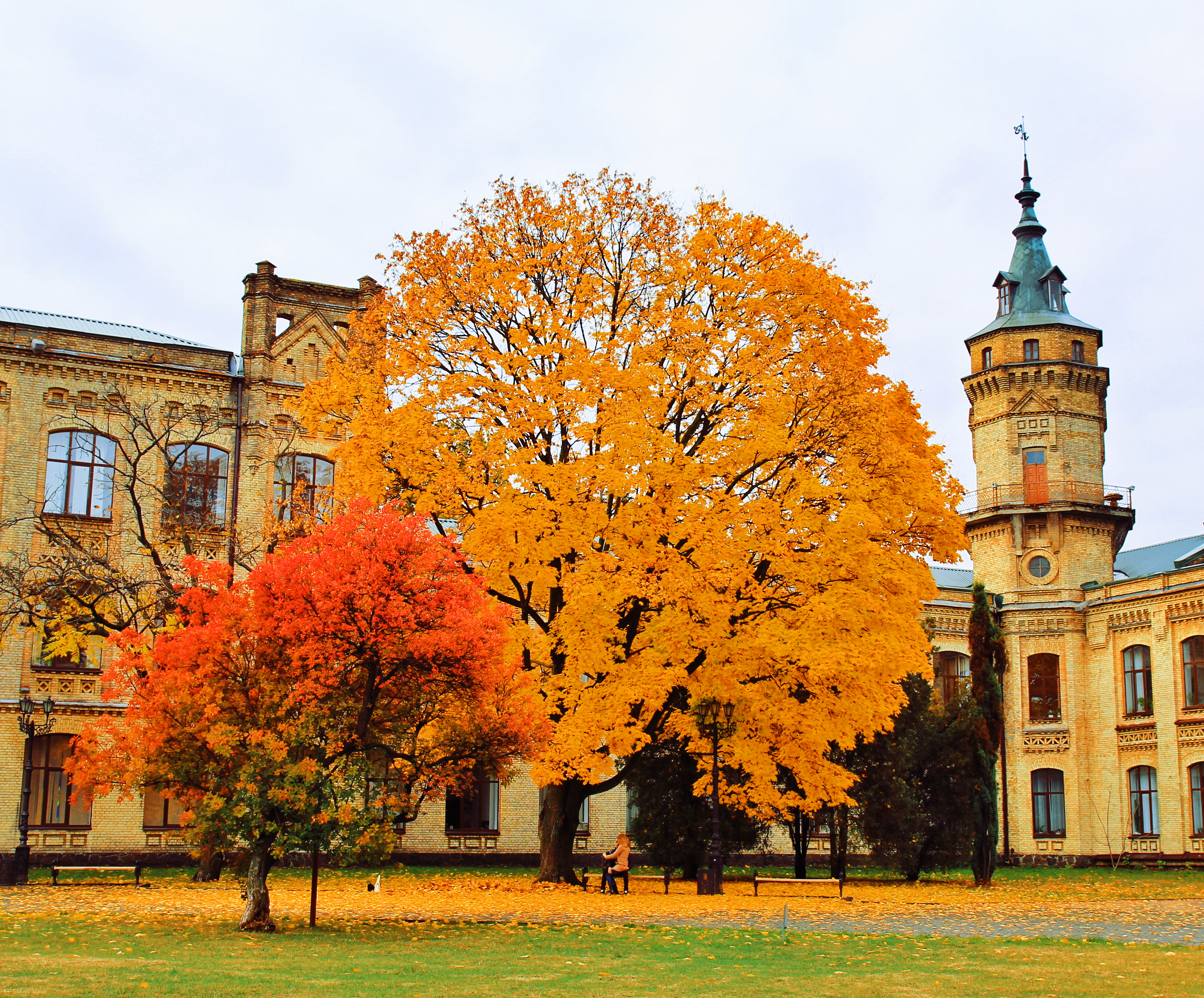
Hauptgebäude KPI

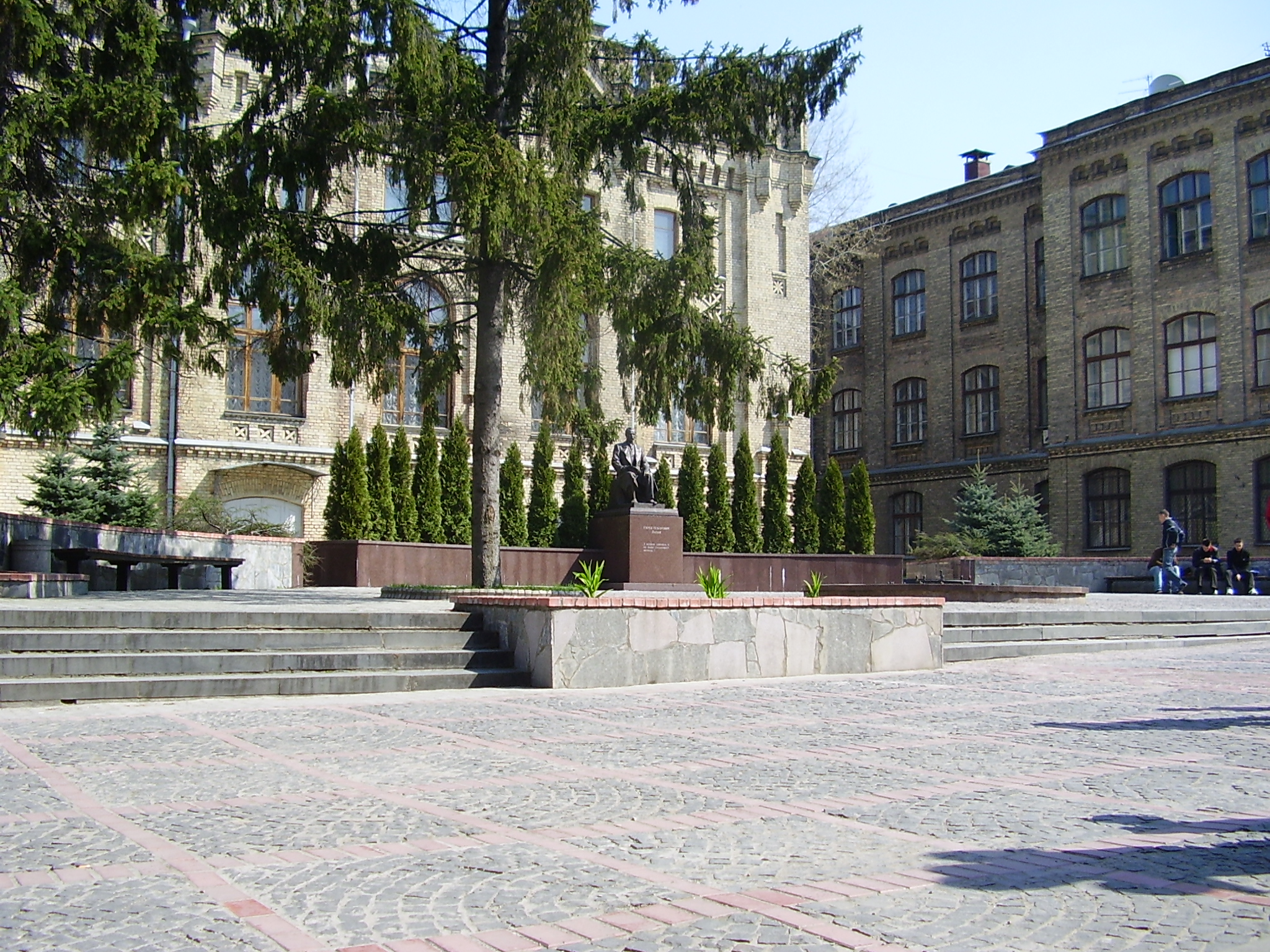
Paton-Denkmal

Die Nationale Technische Universität „Kiewer Polytechnisches Institut Ihor Sikorskyj“ (KPI) (ukrainisch Національний технічний університет України «Київський політехнічний інститут імені Ігоря Сікорського», englisch:  National Technical University of Ukraine "Igor Sikorsky Kyiv Polytechnic Institute") ist die führende technische Universität in Kiew, Ukraine. Die international übliche Bezeichnung ist National Technical University of Ukraine – KPI (NTUU „KPI“).

## Überblick
Die Gründung der Universität im Jahr 1898 wurde durch die Finanzierung des Zuckermagnaten und Philanthropen Lasar Brodskyj ermöglicht. Erster Rektor war der russische Ingenieur Wiktor Lwowitsch Kirpitschow. Zu dieser Zeit bestand der Hochschulbetrieb aus vier Abteilungen: Mechanik, Chemie, Landwirtschaft und Ingenieurwesen. Im ersten Gründungssemester wurden 360 Studenten eingeschrieben. Heute beträgt die Anzahl der Studenten circa 40.000, wovon 1000 Studenten aus dem Ausland kommen. Über 4500 Studenten beenden jedes Jahr ihr Studium. Ein Vollzeit-Studium dauert fünf Jahre und 6 Monate.
Bekannte Lehrer und Absolventen der Hochschule sind oder waren:
- I. P. Bardin, Metallurgie
- Anton Wladimirowitsch Dumanski, Chemiker
- M. I. Konowalow, Chemiker
- Roman Juswa, Dichter und Journalist
- Mychajlo Krawtschuk, Mathematiker
- Sergei Pawlowitsch Koroljow, Triebwerks- und Raketenwissenschaftler
- Archip Michailowitsch Ljulka, Führender Entwickler von Flugzeugmotoren in der UdSSR
- Dmitri Iwanowitsch Mendelejew, Chemiker
- Jewgeni Oskarowitsch Paton (E.O. Paton), Professor und Erfinder des elektrischen Schweißens
- Nikolai Wiktorowitsch Podgorny, Politiker
- Nikolai Alexandrowitsch Prileschajew, Chemiker
- Manuel Saitzew, studierte Ingenieurwissenschaft
- Stepan Tymoschenko, Pionier der angewandten Mechanik

1930 wurde das Kiewer Institut für Bauwesen, die heutige Kiewer Nationale Universität für Bauwesen und Architektur (KNUCA) von der KPI und der Architekturabteilung der Kunstakademie in Kiew gegründet.
Die Universität verfügt auf dem Campus über ein kleines polytechnisches Museum, welches werktags von jedermann besucht werden kann. Der Eintritt ist frei.
Der Asteroid (6576) Kievtech ist nach der Universität benannt.

## Fakultäten
- Mechanical & Technological Faculty
- Mechanical Engineering Faculty
- Faculty for Power-Plant Engineering
- Faculty for Transportat Engineering Industry
- Engineering & Physical Faculty
- Faculty for Computer Science and Management
- Economic Faculty
- Faculty for Business and Finance
- Physiotechnical Faculty
- Electric Power Faculty
- Electric Power Engineering Faculty
- Faculty for Automatics and Instrument Making
- Faculty for Computer and Information Technologies
- Faculty for Technology of inorganic Substances
- Faculty for Technology of organic Substances
- Faculty for Chemical Machine Engineering
- Sociology & Law Faculty
- Faculty for Biotechnology und Bioengineering[4]
- Faculty for Business Management
- Faculty for Instruction by Correspondence
- Faculty for Distance and Pre-University Training
- Guards Institute for Tank Troops

## Internationale Hochschulkontakte
- Otto-von-Guericke-Universität, Magdeburg (Deutschland)
- Universität Klagenfurt, Klagenfurt (Österreich)
- École Centrale de Lyon (Frankreich)
- Universität Miskolc (Ungarn)
- Universität Pertosani (Rumänien)
- Universität Antwerpen, Antwerpen (Belgien)
- Iowa State University (USA)
- Universität Manchester (Vereinigtes Königreich)
- Anhui University of Technology (China)
- Technische Universität Hamburg-Harburg (Deutschland)
- University of Oregon (USA)
- Technische Universität Dresden (Deutschland)
- Technische Universität Berlin (Deutschland)